# Boux-sous-Salmaise
Boux-sous-Salmaise è un comune francese di 148 abitanti situato nel dipartimento della Côte-d'Or nella regione della Borgogna-Franca Contea.

## Società

### Evoluzione demografica
Abitanti censiti